# Nuntii Latini
Nuntii Latini var ett nyhetsradioprogram på klassiskt latin som sände världsnyheter varje vecka. Radioprogrammet som var fyra minuter långt sändes i Finland av radiostationen YLE Radio 1.
Nuntii Latini startades september 1989 av producenten Hannu Taanila på YLE, det finska public service-bolaget för radio och TV, tillsammans med docent Reijo Pitkäranta från Helsingfors universitet. Sedan producerades programmet av Pitkäranta tillsammans med professor emeritus Tuomo Pekkanen och Virpi Seppälä-Pekkanen.
Från år 2001 har även Radio Bremen ett program som heter Nuntii Latini som regelbundet sänder nyheter på latin.
I november 2017 gick Yle ut med information om att Nuntii Latini skulle läggas ned, men i december sköts nedläggningen upp till våren 2019, när programmet hade sitt 30-årsjubileum. Sista programmet sändes 14 juni 2019.